# Infernus
Roger Tiegs (* 18. června 1972, Nordfjord, Norsko), známější spíš jako Infernus je norský muzikant, zakladatel skupiny Gorgoroth a společnosti Forces of Satan Records a satanista. Je známý především jako kytarista, ale na několika albech hrál také na baskytaru, bicí a několikrát zpíval.

## Biografie
Infernus založil Gorgoroth v roce 1992. Poměrně často mu byla vytýkána tendence vyhazovat ostatní členy skupiny za maličkosti (Gorgoroth založil jako one-man skupinu, takže měl absolutní moc). Ve skupině se tak vystřídalo mezi léty 1993–1999 12 členů. Skupina se ustálila až s vokalistou Gaahlem a basistou King ov Hellem, bubeníci byli najímáni dočasně (nebyli tedy členové). Sestava takto vydržela až do roku 2007, kdy se Gaahl a King pokusili Inferna vyhodit a přeli se soudně o práva na Gorgoroth. Soud vyhrál Infernus a najmul nového vokalistu, Pesta (se kterým hrál už dříve). Toho ale v roce 2012 vyhodil a najal nového, Atteringera.

## Osobnost

### Náboženství
Infernus je theistický satanista a velký odpůrce LaVeyova satanismu.

### Potíže se zákonem
Infernus byl v zimě mezi roky 2006/2007 čtyři měsíce ve vězení. Původně se uvádělo, že Roger na after-party po koncertě znásilnil ženu, soud ale později domněnku vyvrátil a v oficiálním prohlášení prohlásil, že Roger znásilnění nespáchal, ale pouze proti němu nic nepodnikl, což je v Norsku trestné.